# Néstor Gonçalves
Néstor Gonçalves (Cabellos, 27 aprile 1936 – Montevideo, 29 dicembre 2016) è stato un calciatore uruguaiano, di ruolo centrocampista.

## Carriera
Con il Penarol vinse 9 campionati nazionali, 3 Coppe Libertadores e 2 Coppe Intercontinentali.